# Crocine
Ne doit pas être confondu avec Crocétine.
La crocine est un caroténoïde naturel retrouvé dans les fleurs de crocus (Crocus sativus L., le safran) et de gardénia.

## Structure
La crocine est un diester formé d'un acide dicarboxylique, la crocétine, liée à chaque extrémité par un diholoside, le gentiobiose.
Les crocines, numéro cas 39465-00-4, représente la famille C20-caroténoïdes estérifiées, de couleur rouge et solubles dans l’eau, issues de la crocétine plus ou moins estérifiée par des sucres de types glucosyle et gentiobiosyle.

## Caractéristiques physiques et propriétés
La crocétine possède une couleur rouge intense et forme des cristaux avec un point de fusion de 186 °C.
La présence de ses deux diholosides lui confère une remarquable solubilité dans l'eau et forme une solution orange.
La crocine est le composé chimique principalement responsable de la couleur du safran.
Il a été montré que la crocine aurait des propriétés antioxydantes,,, une action anticarcinogénique,, et serait un antidépresseur,.